# Adriaan Heynsius

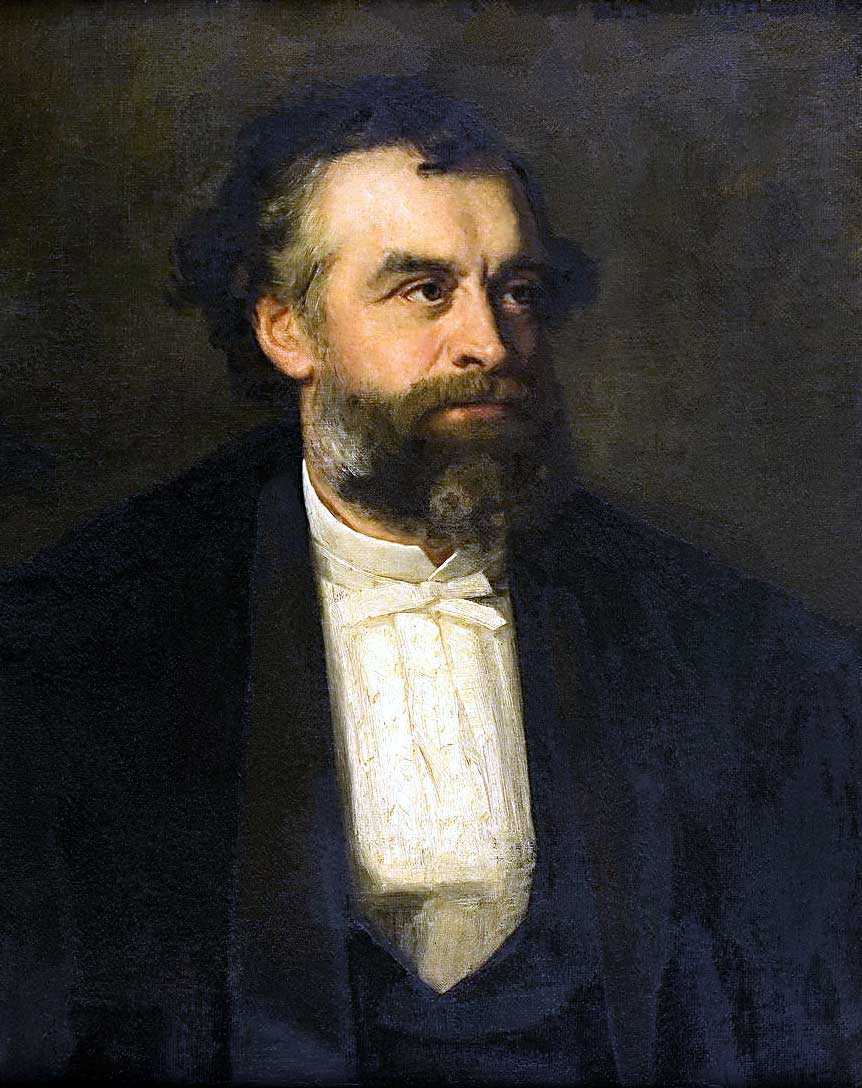
Adriaan Heynsius

Adriaan Heynsius auch: Heijnsius (* 8. April 1831 in Moordrecht; † 4. Oktober 1885 in Leiden) war ein niederländischer Mediziner und Biochemiker.

## Leben
Der Sohn des Gemeindesekretärs Cornelius Heynsius (* 15. April 1781 in Rotterdam; † 7. Dezember 1832 in Moordrecht) und der Catharina Aletta Houbolt (* 7. Februar 1798 in Amsterdam; † 5. Januar 1859 ebenda) hatte seinen Vater im Alter von anderthalb Jahren verloren. Seine Mutter zog daher nach Amsterdam und er besuchte ab 1843 das Internat in Barneveld. 1848 begann er ein Studium an der Universität Utrecht bei Gerrit Jan Mulder (1802–1880), Jacobus Ludovicus Conradus Schroeder van der Kolk (1797–1862) und Franciscus Cornelis Donders, wobei er eine Vorliebe für physiologische Chemie (Biochemie) entwickelte. Am 7. Oktober 1853 promovierte er zum Doktor der Philosophie mit der Abhandlung de Corporibus albuminosis. Am 16. Oktober 1854 erwarb er mit der Arbeit de Susurrorum vascularium explicatione physica den medizinischen Doktorgrad. Danach arbeitete er als Stadtarzt in Amsterdam. Jedoch befriedigte ihn die Arbeit nicht. Daher richtete er sich mit geringen Mitteln ein Privatlaboratorium ein.
1856 wurde er in Amsterdam als Direktor des physiologisch-pathologischen Laboratoriums angestellt, welches 1855 auf Initiative von Jan van Geuns (1808–1880) gegründet worden war. Es diente dazu, dass die Schüler des Athenaeum Illustre Amsterdam klinisch geschult wurden, wozu er Vorlesungen in Physiologie und Pathologie hielt. Zwei Jahre später, am 14. Juli 1858, wurde er zum Professor der Physiologie am Athenaeum berufen, welche Aufgabe er am 4. Oktober 1858 mit der Antrittsrede De vertering van Weelde in de dierlijke Huishouding begann. Mit der Aufgabe waren auch die Aufgaben von Vorlesungen zur Physiologie und Histologie für die Amsterdamer Ärzte verbunden. Zudem verfasste er eine Reihe von Veröffentlichungen auf dem Gebiet der biochemischen Forschungen. Damit machte er sich auf jenem Gebiet einen Namen. Nachdem man ihn am 12. Mai 1864 als Mitglied der königlich niederländischen Akademie der Wissenschaften aufgenommen hatte, berief man ihn am 20. Januar 1866 an den medizinischen Lehrstuhl für Physiologie und Histologie der Universität Leiden.
Obwohl man ihn in Amsterdam gern gehalten hätte, folgte er dem Ruf und trat am 7. März 1866 die ihm übertragene Aufgabe mit der Rede Over het tegenwoordig standpunt der Physiologie en haar verband met de Geneeskunde (Über den gegenwärtigen Stand der Physiologie und ihre Verbindung mit der Medizin) an. Seine Vorlesungen beruhten auf dem Fundament seiner beiden Abhandlungen De chemie der dierlijke eiwitstoffen, de samenstelling der lichaamsvochten (Die Chemie von tierischen Eiweißstoffen, die Zusammensetzung von Körperflüssigkeiten) und eenige verschijnselen van den bloedsomloop (einige Phänomene des Blutstroms). Große Bekanntheit erlangte er, als er Eiweiß im Urin nachwies. Zudem beteiligte er sich auch an den organisatorischen Aufgaben der Leidener Hochschule und war 1874/75 Rektor der Alma Mater. Diese Aufgabe legte er mit einer Festrede zum 300-jährigen Bestehen der Leidener Hochschule Over de zelfstandige beoefening der Wetenschap nieder. Er engagierte sich auch für soziale Belange. Nachdem er am 4. Oktober 1883 sein fünfundzwanzigjähriges Professorenjubiläum gefeiert hatte, erkrankte er im Folgejahr schwer und verstarb schließlich. In Leiden benannte man eine Straße und einen Platz nach ihm.

## Familie
Heynsius verheiratete sich am 9. Juni 1858 mit Elisabeth Paulina du Rieu (* 11. April 1835 in Leiden; † 23. Januar 1897 in Den Haag), die jüngste Tochter von zwölf Kindern des Leidener Bürgermeisters Paul du Rieu und dessen Frau Jeanne Marie de Klopper. Aus der Ehe stammen fünf Kinder. Von diesen kennt man:
- Jeanne Marie Heysius (* 21. März 1860 in Amsterdam; † 7. März 1920 in Soest)
- Cornelis Everhardus Heynsius (* 15. Juni 1861 in Amsterdam; † 21. Oktober 1925 in Den Haag) Dr. med., Arzt in Schoonhoven, später in den Haag, verh. am 8. August 1889 in Schoonhoven mit Suzanna Gerardina Kooiman (* 10. Dezember 1863 in Schoonhoven), Tochter von Willem Kooiman und Josina Maria Cornelia Schepp
- Adrianus Herman Johannes Heynsius (* 19. Januar 1863 in Amsterdam; † 19. September 1931 in Den Haag) verh. 1. August 1895 in Den Haag mit (Sara) Frederiek Riek Kips
- Félicie Elisabeth Heynsius (* 29. März 1866 in Leiden; † 29. April 1929 in Den Haag)
- Daniel Antonie Heynsius (* 25. Juli 1874 in Leiden) wurde Dr. chem., Unterdirektor der Gasfabrik in Rotterdam, verh. 14. Juni 1905 in Gorssel mit Elisa Johanna Langholz (* 8. Dezember 1879 in Semarang), Tochter von Heinrich Ludwig Langholz und Grietje Verschoor.

## Werke (Auswahl)
- Geschiedkundig onderzoek naar de kennis der eiwitachtige ligchamen. Amsterdam 1853 (Online)
- De susurrorum vascularium explicatione physica. Amsterdam 1854
- Bijdrage tot eene physische verklaring van de abnormale geruischen in het vaatstelsel. 1854
- De werkkring van het physiologisch-pathologisch Laboratorium te Amsterdam. Amsterdam 1856
- De vertering van weelde in de dierlijke huishouding. Inwijdingsrede bij het aanvaarden van het Hoogleeraarsambt in de Physiologie aan het Athenaeum Illustre te Amsterdam. Amsterdam 1858
- Onderzoekingen gedaan in het physiologisch Laboratorium te Amsterdam. Amsterdam 1856–1866, 5. Bde.; In Deutsch: Studien des Physiologischen Instituts zu Amsterdam. Leipzig & Heidelberg 1861 (Online)
- Redevoering over het tegenwoordig standpunt der physiologie, en haar verband met de geneeskunde. Leiden 1866
- Onderzoekingen, gedaan in het physiologisch Laboratorium der Leidsche Hoogeschool. Leiden 1867–1884 6. Bde., Leiden 1869 (Online)
- Feestrede bij het derge eenwfeest der Leidsche Hoogeschool den 8sten februari in de Pieterskerk. Leiden 1875 auch französisch: Discours solennel prononcé le 8 Février 1875 pour le jubilé de l'université de Leiden. Traduit à l'intention de ses hôtes étrangers par les soins du Sénat de l'Université. Leiden 1875
- Over serum- en eieralbumine en hare verbindingen. Leiden 1877
- Ueber die Ursachen der Töne und Geräusche im Gefässsystem. Leiden 1878